# Guerre du Golfe
Pour les articles homonymes, voir Guerre du Golfe (homonymie).
 (mai 2023).
Batailles
- Bataille des ponts
- Prise du palais Dasman
- Bataille de l'île de Failaka
- Vol British Airways 149

- Opération Bouclier du désert
- Opération Artimon
- Busiris
- Salamandre
- Tempête du désert
- Daguet
- Bataille d'Ad-Dawrah
- Bataille de Khafji
- Bataille au large de Bubiyan
- Bataille de Hafar Al-Batin
- Highway of Death
- Bataille de 73 Easting
- Medina Ridge
- Aérodrome de Jalibah
- Bataille de Norfolk

- Aérodrome de Safwan
- Bataille de Rumaila

La guerre du Golfe est un conflit qui oppose, du 2 août 1990 au 28 février 1991, l'Irak à une coalition de 35 États dirigée par les États-Unis à la suite de l'invasion du Koweït par l'Irak. La guerre est divisée en deux phases : l'opération Bouclier du désert (en anglais Desert Shield), du 2 août 1990 au 17 janvier 1991, au cours de laquelle les troupes se renforcent et défendent l'Arabie saoudite, et l'opération Tempête du désert (en anglais Desert Storm), du 17 janvier au 28 février 1991, phase de combat, qui commence avec un bombardement aérien et naval, suivi d'un assaut terrestre et qui se termine par la victoire des forces de la coalition qui parviennent à repousser l'armée irakienne hors du Koweït et à avancer en Irak. La coalition cesse sa progression et déclare un cessez-le-feu de 98 heures après le début de la campagne terrestre. Au cours de la guerre, les combats sont limités à l'Irak, au Koweït et à des zones situées le long de la frontière avec l'Arabie saoudite ; l'Irak lance des missiles Scud contre des cibles militaires de la coalition en Arabie saoudite et contre Israël.
La guerre du Golfe est aussi connue sous d'autres noms, comme la première guerre du golfe Persique, la première guerre du Golfe, la guerre du Koweït, la première guerre d'Irak, ou tout simplement « guerre d'Irak » jusqu'à ce que le terme fasse référence à la guerre de 2003. Pourtant, il y eut peu de combats dans le golfe Persique en 1991, et le surnom de ce conflit convient mieux à la guerre Iran-Irak qui avait été surnommée en son temps la « guerre du Golfe ».
Ce conflit est marqué par la mise en place d'émissions télévisées en direct depuis le front, principalement par le réseau américain CNN. La guerre gagne également le surnom de « guerre de jeu vidéo » après la diffusion quotidienne d'images provenant de caméras installées à bord des bombardiers américains au cours de l'opération Tempête du Désert[réf. nécessaire].

## Origines du conflit

### Rapprochement américano-irakien

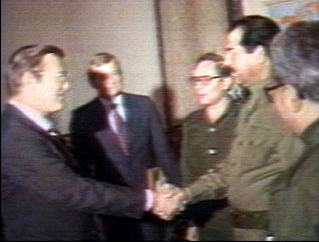
Donald Rumsfeld, en tant qu'envoyé spécial américain au Moyen-Orient, rencontre Saddam Hussein les 19 et 20 décembre 1983.

Depuis la révolution de 1958, l'Irak était allié à l'Union soviétique et il y avait des désaccords entre le pays et les États-Unis. Ces derniers étaient préoccupés par la position de l'Irak dans le conflit israélo-palestinien et désapprouvaient le soutien qu'il apportait à de nombreux activistes arabes, comme Abou Nidal. Ils avaient inscrit l'Irak sur la liste des États soutenant le terrorisme, le 29 décembre 1979.
Les États-Unis étaient restés officiellement neutres après l'invasion de l'Iran par l'Irak en 1980, devenue la guerre Iran-Irak, bien qu'ils aient fourni des ressources, un soutien politique et quelques avions « non militaires » à l'Irak.
En mars 1982, l'Iran lance une fructueuse contre-offensive (opération Victoire indéniable) et les États-Unis intensifient le soutien qu'ils apportent à l'Irak afin d'empêcher sa défaite. Dans une tentative d'établir des relations diplomatiques complètes, l'Irak est retiré de la liste américaine des États soutenant le terrorisme. Apparemment, cela était dû à l'amélioration de la teneur des écoutes du régime, bien que l'ancien assistant du secrétaire adjoint américain à la défense ait déclaré par la suite : « Personne n'avait de doutes sur le fait que [les Irakiens] continuaient à être impliqués dans le terrorisme... La vraie raison était de les aider à gagner la guerre contre l'Iran. ». Après des succès militaires de l'Irak et le refus de l'offre de paix par l'Iran en son mois de juillet, les achats d'armes par les belligérants atteignent un pic en 1982. Lorsque le président irakien Saddam Hussein expulse Abou Nidal vers la Syrie après que les États-Unis en ont fait la demande en novembre 1983, l'administration Reagan envoie Donald Rumsfeld rencontrer Saddam Hussein en tant qu'envoyé spécial et renoue des liens avec lui. Malgré le drame de la frégate américaine Stark, attaquée par erreur par des avions irakiens le 17 mai 1987 (37 marins tués), la coordination militaire entre l'Irak et les États-Unis se renforce jusqu'en 1988.
En août 1988, au moment où le cessez-le-feu avec l'Iran est signé, l'Irak est criblé de dettes et les tensions montent avec les pays proches. La majeure partie de cette dette est détenue par l'Arabie saoudite et le Koweït. L'Irak fait pression sur ces deux nations pour qu'elles effacent ses dettes, mais elles refusent.

### Revendication irakienne sur le Koweït
Le différend entre l'Irak et le Koweït implique également le fait que l'Irak revendique le Koweït comme territoire irakien légitime. Le Koweït faisait partie de la province ottomane de Bassora jusqu'à l'issue de la Première Guerre mondiale. La dynastie souveraine du Koweït, la famille al-Sabah, avait conclu un accord de protectorat en 1899, qui assignait la responsabilité de ses affaires étrangères au Royaume-Uni. En 1922, c'est le Royaume-Uni qui fixe la frontière entre les deux pays, rendant l'Irak pratiquement sans accès à la mer. Le Koweït rejette par la suite les tentatives irakiennes d'obtenir des dispositions complémentaires dans la région.
L'Irak se voulait déjà souverain du Koweït en 1958. Trois ans plus tard, le Général Kassem revendiquait le « territoire koweïtien » comme partie intégrante de la « nation irakienne », juste après la pleine indépendance du Koweït, déclarée le 19 juin 1961 grâce aux appuis britannique et arabe,.

### Endettement irakien et différend pétrolier
L'Irak accuse aussi le Koweït de dépasser les quotas de production de pétrole fixés par l'OPEP. Afin que l'organisation maintienne son prix à 18 dollars le baril, une certaine discipline est nécessaire. Les Émirats arabes unis et le Koweït sont régulièrement en surproduction. Pour ce dernier, il s'agit en partie de réparer les pertes causées par les attaques iraniennes lors de la guerre Iran-Irak et de payer pour les pertes d'un scandale économique. Il en résulte une chute des prix, jusqu'à 10 dollars le baril, soit une perte de sept milliards de dollars par an pour l'Irak. Ce manque à gagner est équivalent à son déficit de la balance de paiements en 1989. Les revenus qui en résultent ne suffisent plus à subvenir aux besoins du gouvernement, et encore moins à réparer les infrastructures endommagées. La Jordanie et l'Irak souhaitent alors plus de discipline et obtiennent une petite victoire. Le gouvernement irakien décrit cela comme relevant d'une guerre économique, et considère que le Koweït a aggravé la situation avec des forages directionnels réalisés à travers la frontière, dans le gisement de Rumaila. À la même époque, Saddam Hussein cherche à tisser des liens étroits avec les États arabes qui ont soutenu l'Irak lors de la guerre. Il obtient le soutien des États-Unis, et pense que l'existence de liens avec des États du Golfe pro-occidentaux pourrait aider à amener et maintenir l'Irak dans la sphère d'influence des États-Unis.
L'énorme diminution des exportations de pétrole de ces deux pays de l'OPEP — Iran et Irak — représente autant de bénéfices pour l'Arabie saoudite et le Koweït, auprès desquels l'Irak est respectivement endetté à hauteur de 45 milliards de dollars américains et de 15 milliards de dollars. Saddam Hussein exige des deux pays arabes non seulement l'annulation de ces dettes, mais aussi un don d'une valeur égale, et menace de représailles armées en cas de désaccord. La reconversion de l'économie de guerre en économie de marché s’opère lentement en Irak. Une diminution du cours du baril de pétrole brut d'un seul dollar fait perdre un milliard de dollars par an à l'Irak. Or le Koweït, qui restreint l'accès irakien au golfe Persique et a fortiori à la mer, produit de plus en plus de pétrole et ne respecte même pas ses quotas. L'ultime casus belli arrive lorsque le Koweït est accusé de forer du côté irakien de la frontière entre les deux pays.
Le 25 juillet 1990, Saddam Hussein rencontre l'ambassadrice américaine à Bagdad, April Glaspie. Celle-ci, au courant des mouvements de troupes à la frontière (« nous constatons que vous avez amassé des troupes nombreuses à la frontière ») - décelés par satellites, aussi bien les officiels américains que français pensaient à une démonstration de force et ne pensaient réellement à une invasion, lui a clairement indiqué que les États-Unis ne soutiendraient jamais la solution d’un contentieux territorial autrement que par des moyens pacifiques. Le président irakien ne peut donc tirer argument de cet entretien
Mais certaines interprétations lui laissent entendre que les États-Unis n'interviendraient pas dans un conflit opposant deux pays arabes· Pour d'autres, Saddam Hussein « interpréta de travers l'approbation américaine à son projet de modification, par la force, de sa frontière avec le Koweït ; il y vit le feu vert pour s'en emparer ». Voici ce qu'April Glaspie déclara à Hussein :

« I know you need funds. We understand that and our opinion is that you should have the opportunity to rebuild your country. But we have no opinion on the Arab-Arab conflicts, like your border disagreement with Kuwait ... Frankly, we can only see that you have deployed massive troops in the south. Normally that would not be any of our business. But when this happens in the context of what you said on your national day, then when we read the details in the two letters of the Foreign Minister, then when we see the Iraqi point of view that the measures taken by the UAE and Kuwait is, in the final analysis, parallel to military aggression against Iraq, then it would be reasonable for me to be concerned. »

Ce qui peut se traduire comme suit :

« Je sais que vous avez besoin de fonds. Nous le comprenons et nous pensons que vous devriez avoir la possibilité de reconstruire votre pays. Cependant nous n'avons pas d'opinion sur les conflits arabo-arabes, comme votre désaccord frontalier avec le Koweït… Pour vous parler franchement, nous ne pouvons que constater que vous avez massivement déployé des troupes dans le sud. Normalement, cela ne devrait pas nous concerner. Mais lorsque cela se produit dans le contexte de ce que vous avez déclaré lors de votre fête nationale, lorsque nous lisons dans les détails les deux lettres du ministre des affaires étrangères, lorsque nous voyons le point de vue irakien selon lequel les mesures prises par les EAU et le Koweït sont, en fin de compte, comparables à une agression militaire contre l'Irak, alors il serait raisonnable que je m'en inquiète. »

Le 30 juillet, une réunion de médiation est organisée à Djeddah sous les auspices du roi Fahd d'Arabie Saoudite, où le Koweit propose de compenser les pertes relatives au champ pétrolifère de Rumailah (fourniture de 15 000 barils) par jour, d’annuler complètement les dettes de guerre irakiennes, d’accorder un bail de 99 ans sur les îles de Boubyan et Warda ainsi qu’un don de 500 millions de dollars par an en contrepartie d’une reconnaissance définitive de la frontière entre l'Irak et le Koweït. L’Irak ayant refusé cette offre, la médiation échoue. Le 2 août, l'armée irakienne envahit le Koweït en quelques heures. L'émir Jaber se réfugie à l'étranger.

## Réaction à l'invasion du Koweït

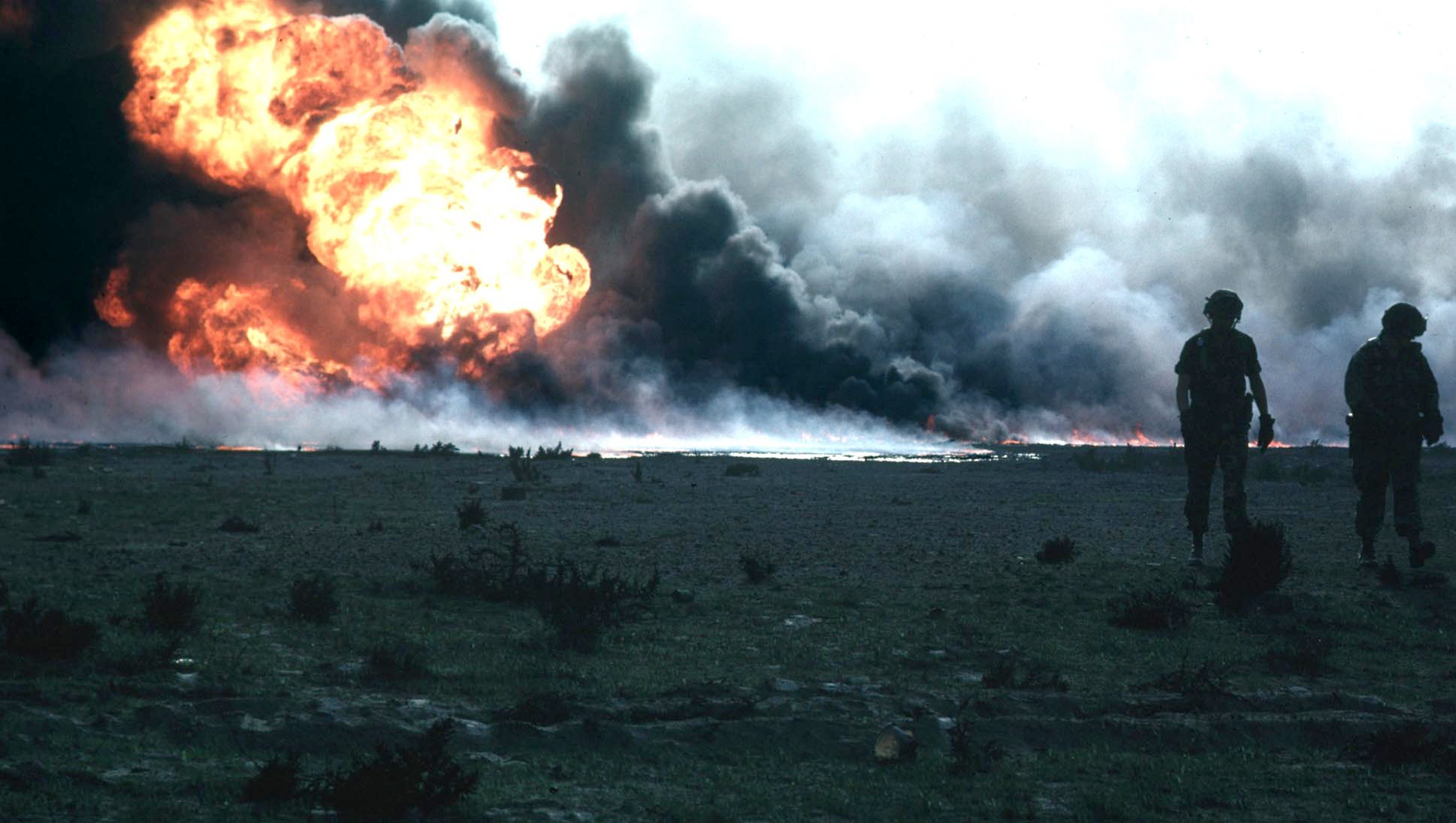
Champ de pétrole en feu durant l'opération Tempête du désert au Koweït.

L'invasion du Koweït est condamnée par la communauté internationale qui vote la résolution 660 dès le 2 août 1990, puis elle conduit à des sanctions économiques immédiates contre l'Irak. Le 14 octobre 1990, « l'infirmière Nayirah » (appelée ainsi par les médias) témoigne devant une commission du Congrès des États-Unis, qui est retransmise à la télévision. Elle déclare notamment que « ma sœur aînée avait accouché le 29 juillet et nous voulions passer quelque temps au Koweït auprès d'elle. […] Pendant que j'étais là, j'ai vu les soldats irakiens entrer dans l'hôpital avec leurs armes. Ils ont tiré les bébés des couveuses, ils ont pris les couveuses et ont laissé mourir les bébés sur le sol froid. J'étais horrifiée. Je ne pouvais rien faire et je pensais à mon neveu qui était né prématuré et aurait pu mourir ce jour-là lui aussi. […] ». Après la guerre, il a été découvert que ce témoignage était entièrement faux, qu'il avait un objectif de propagande pour que l'opinion publique internationale contribue à ce qu'elle soutienne l'action militaire. La jeune fille, coachée selon certaines sources par Michael Deaver, ancien conseiller en communication de Ronald Reagan, s'appelait Nayirah al-Ṣabaḥ, et était la fille de l'ambassadeur du Koweït à Washington Saud bin Nasir Al-Sabah. Le 29 novembre 1990, la résolution 678 du Conseil de Sécurité des Nations unies autorise le recours à la force contre les forces irakiennes, si celles-ci n'ont pas évacué le Koweït au 15 janvier 1991. Adoptée par 12 voix contre 2 (Cuba, Yémen) et 1 abstention (la Chine), c'est la première résolution de l'ONU à autoriser le recours à la force depuis la guerre de Corée (1950).
Le président américain George Bush déploie les forces des États-Unis en Arabie saoudite et exhorte d'autres pays à envoyer leurs propres armées sur le terrain. De nombreuses nations rejoignent la coalition, y compris la France, ce qui en fait la plus grande alliance militaire depuis la Seconde Guerre mondiale. La grande majorité des forces militaires de la coalition viennent alors des États-Unis, avec l'Arabie saoudite, le Royaume-Uni et l'Égypte comme principaux contributeurs, dans l'ordre. Le Koweït et l'Arabie saoudite paient environ 32 milliards de dollars sur les 60 milliards que coûte le conflit.

## Déroulement
On peut distinguer quatre phases :
- l'invasion du Koweït par l'Irak à partir du 2 août 1990 ;

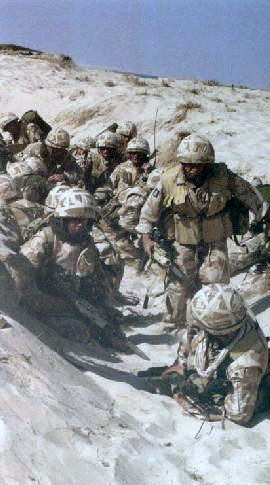
Entraînement des forces britanniques, 6 janvier 1991.

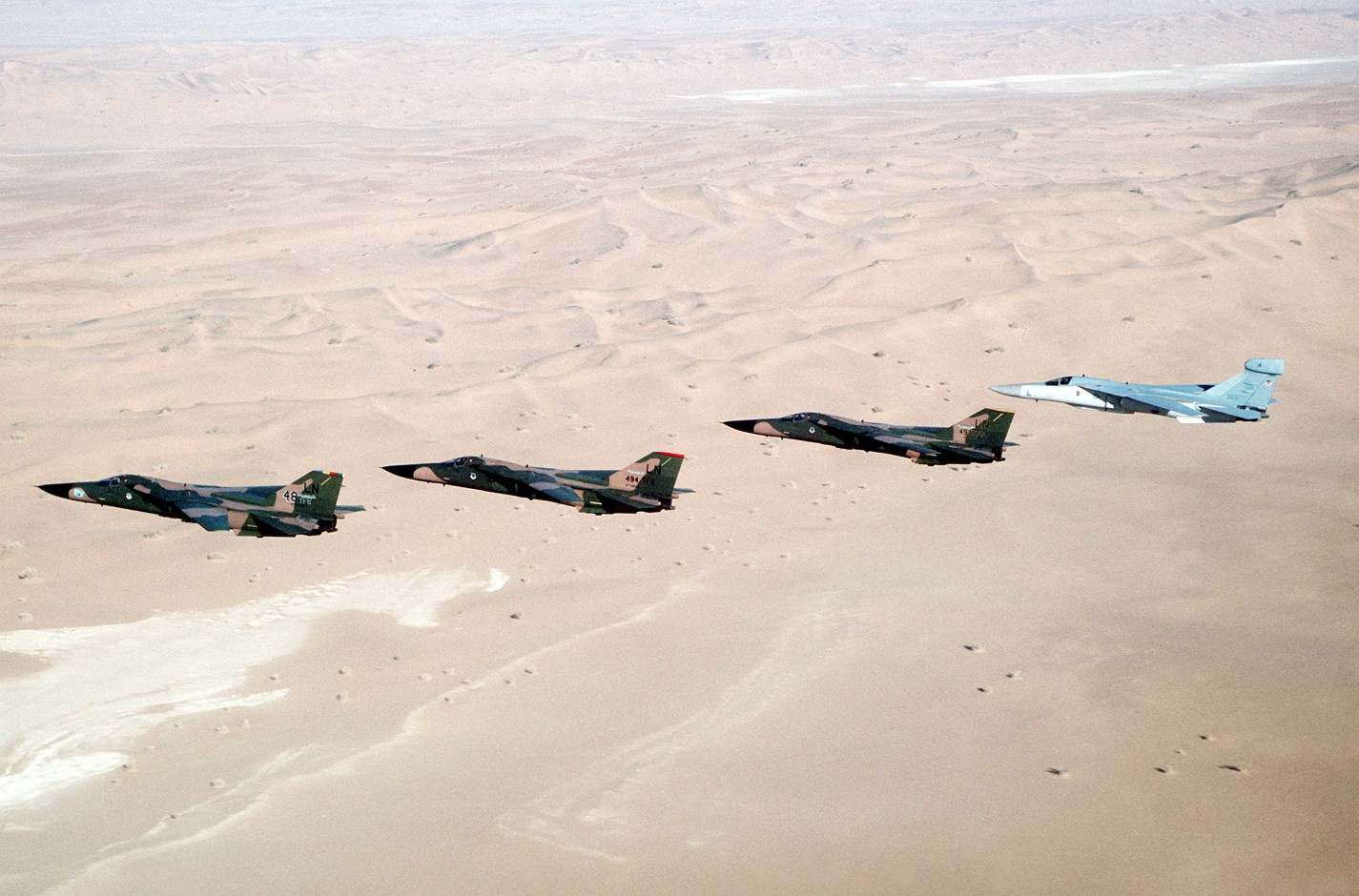
Quatre F-111 lors de la campagne aérienne de 1991.

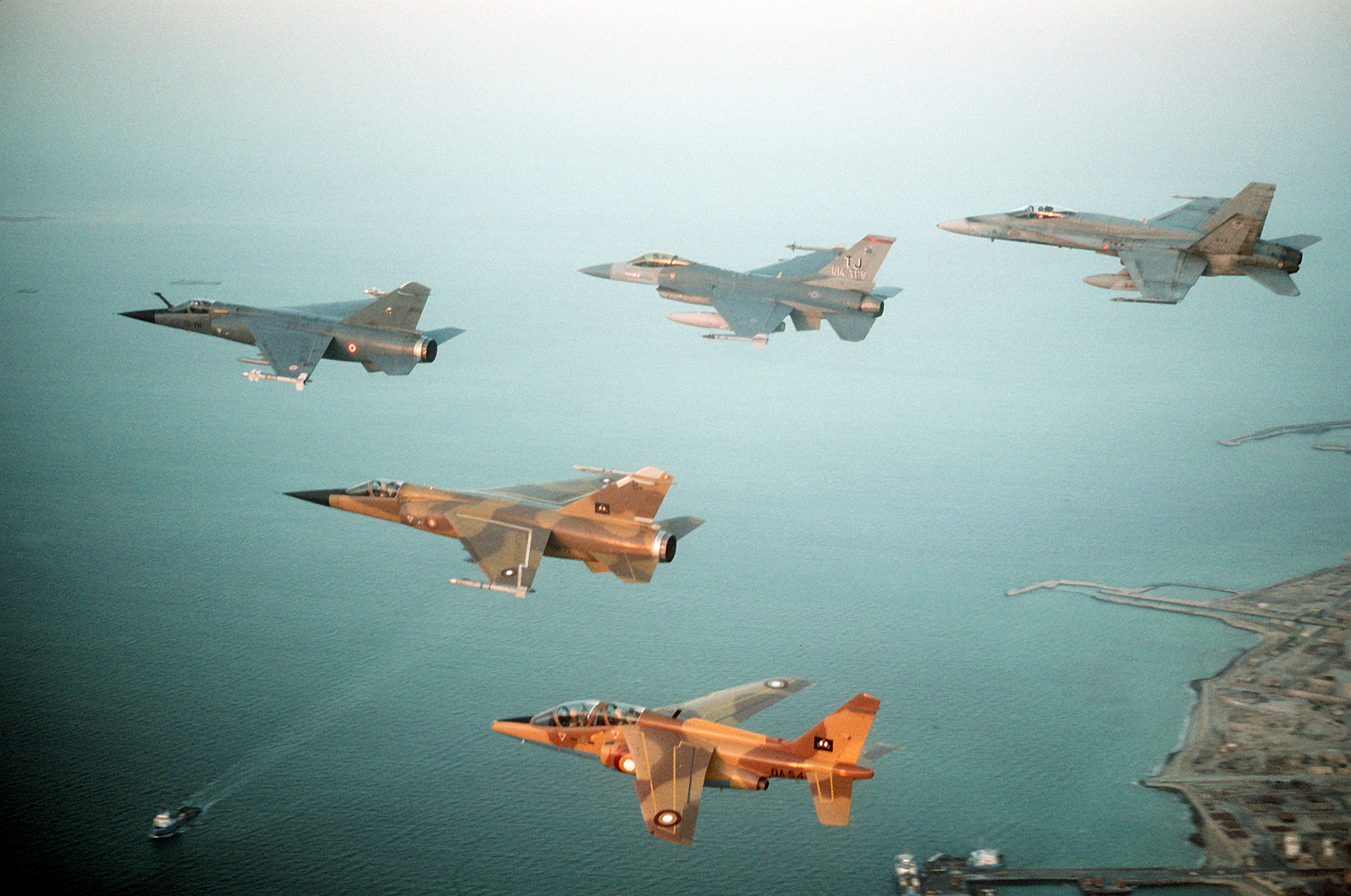
Avions de la coalition durant l'opération Bouclier du Désert. De bas en haut : un Alpha Jet et un Mirage F-1 du Qatar, un autre Mirage F-1 mais français, un F-16 américain et un CF-18 Hornet canadien.

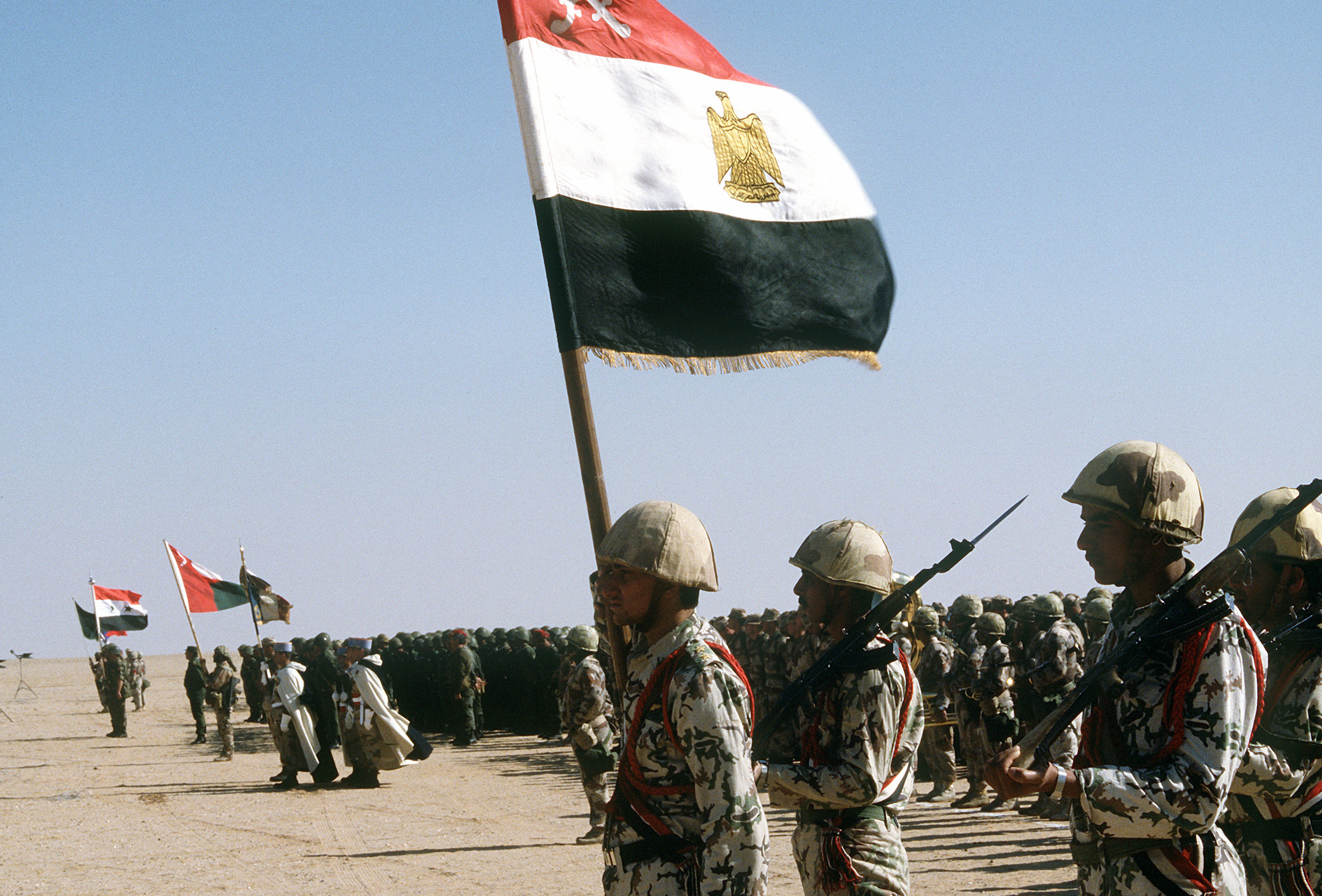
Forces égyptiennes, syriennes, omanaises, koweïtiennes et françaises lors d'une revue le 8 mars 1991 après la victoire.

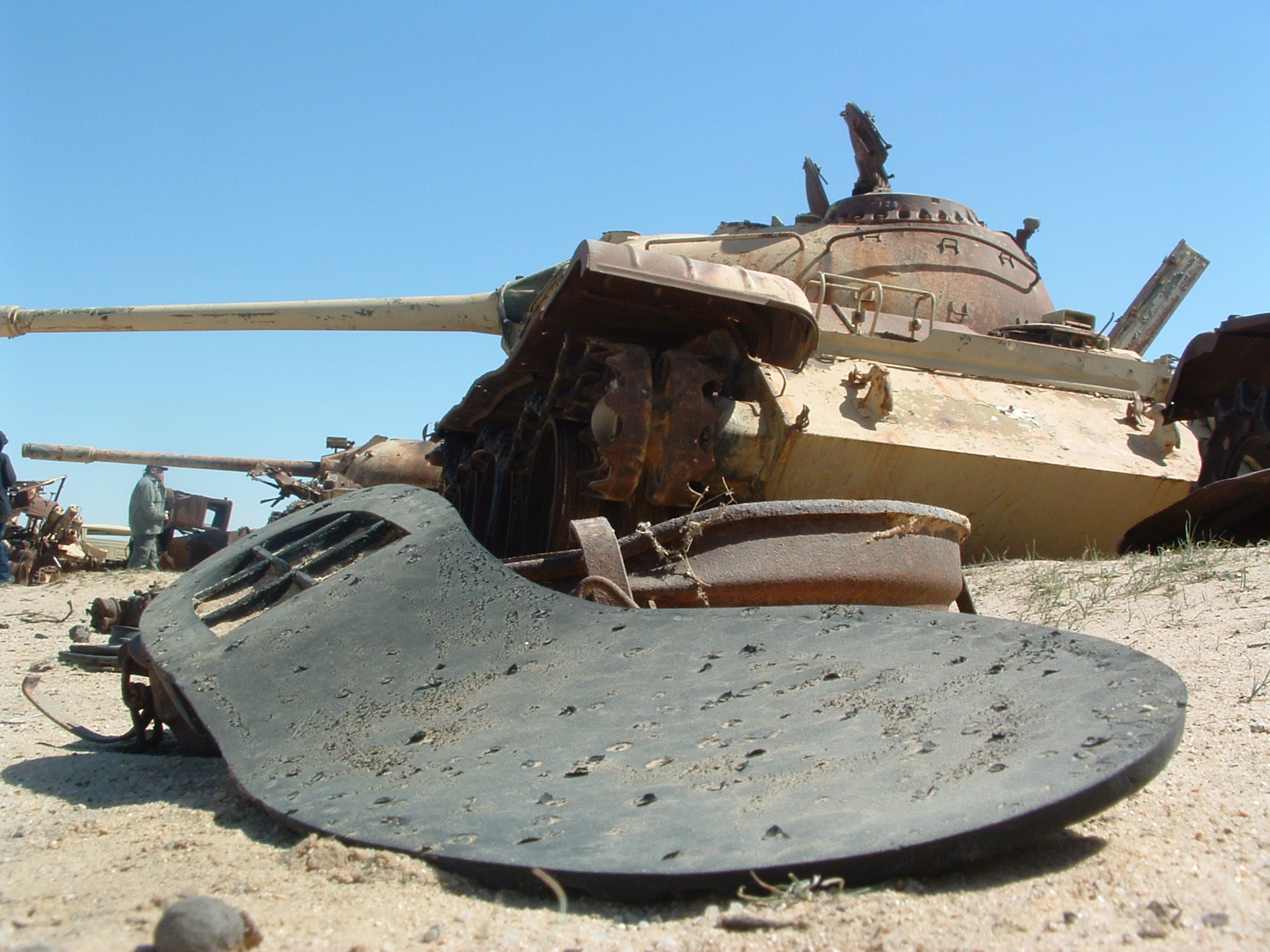
Image de la défaite des forces irakiennes le long de l'« autoroute de la mort ».

- les préparatifs militaires alliés au cours de l'automne 1990 (opération Desert Shield, Bouclier du Désert) ;
- la guerre proprement dite (opération Desert Storm, Tempête du Désert), en trois parties :
  - préparation aérienne (16 janvier-février 1991) qui permit l'attrition de 20 % des forces irakiennes, en deçà des objectifs prévus de 50 %[22].
  - offensive des 100 heures (février 1991) (bataille sur l'« autoroute de la mort »)
  - sabotage des puits de pétrole par les soldats irakiens (25-27 février 1991)
- l'après-guerre : printemps 1991, massacre des Kurdes et des chiites que la coalition avait incités à se révolter contre Saddam Hussein.

## Effectifs des belligérants
Effectifs et équipements de l'armée irakienne au Koweït et dans la région :
- 530 000 hommes
- 2 600 chars d'assaut T-72, T-62, T-55 (sur 4 000)
- 1 500 pièces d'artillerie (sur 2 700)
- 1 700 véhicules blindés (sur 2 500)
- 240 avions de combat (sur 500)

Effectifs de la coalition : 938 545 hommes
- États-Unis : 535 000 hommes, 80 navires, 6 porte-avions, 2 navires-hôpitaux, des sous-marins, 1 350 avions, 1 500 hélicoptères, 1 000 chars d'assaut, 2 000 blindés, 1 800 pièces d'artillerie
- Arabie saoudite : 118 000 hommes, 21 navires, 145 avions, 550 chars d'assaut, 1 840 blindés, 500 pièces d'artillerie
- Turquie : 95 000 hommes, 92 avions dont 42 envoyés en renfort par l'OTAN (surveillance de la frontière sans participation aux combats)
- Royaume-Uni : 36 000 hommes (terre : 29 000, air : 4 000, mer : 3 000), aidés de 78 avions, 80 hélicoptères, 23 navires, 180 chars d'assaut, 300 blindés légers et 76 pièces d'artillerie (SAS dans la guerre du Golfe)
- Égypte : 35 600 hommes (Corps expéditionnaire égyptien durant la deuxième guerre du Golfe), 300 chars d'assaut, 100 blindés légers, plusieurs pièces d'artillerie
- Émirats arabes unis : 40 000 hommes, confortés de 15 navires, 80 avions et 200 blindés
- Oman : 25 500 hommes, auxquels s'ajoutent 4 navires, 63 avions et 50 chars)
- Syrie : 20 800 hommes, 300 blindés
- France : 19 000 hommes (terre : 12 000, air : 1 160, mer : 2 400, réserves à Djibouti : 3 400), 15 navires, 60 avions, 120 hélicoptères, 40 chars d'assaut, 100 chars légers, 600 blindés, 18 pièces d'artillerie. Selon le Musée des blindés de Saumur, la France à déployé 214 VAB, 96 AMX-10 RC ainsi que 44 AMX-30 B2 (opération Daguet)
- Koweït : 22 000 hommes, 30 avions (15 Mirage F1 CK1 et CK2 + 15 A4 SKYHAWK) et 34 hélicoptères
- Maroc : 17 000 hommes, quelques chars
- Pakistan : 10 000 hommes
- Allemagne : 5 navires, 18 avions, équipements radars déployés en Turquie dans le cadre de l'OTAN, divers équipements militaires envoyés en Israël pour sa protection (des blindés de détection de gaz toxiques, 10 hélicoptères, 2 sous-marins, des missiles, etc.) (n'a pas participé directement au conflit contre l'Irak)
- Bahreïn : 7 400 hommes
- Bangladesh : 6 000 hommes
- Canada : 2 700 hommes (opération Friction : 3 navires, 37 avions, un hôpital de campagne[23])
- Italie : 1 950 hommes, 5 navires, 22 avions
- Nigeria : 500 hommes
- Niger : 800 hommes
- Argentine : 900 hommes, 2 navires
- Australie : 600 hommes, 3 navires, 2 unités médicales
- Nouvelle-Zélande : 2 avions de transport, 1 unité médicale de 40 personnes
- Espagne : 500 hommes, 7 navires
- Sénégal : 495 hommes (dont 92 tués dans un crash d'un C-130 de l'armée saoudienne)
- Belgique : 400 hommes, 5 navires, 12 avions et des munitions pour les alliés (N'a pas participé aux opérations contre l'Irak, 12 F-16 en défense en Turquie.)
- Corée du Sud : 1 avion de transport, 1 unité médicale
- Pays-Bas : 400 hommes, 3 navires, des équipements radars
- Grèce : 200 hommes, 1 navire
- Sierra Leone : 200 hommes
- Honduras : 150 hommes
- Hongrie : 1 unité médicale de 37 personnes
- Danemark : 1 navire, 1 unité médicale, des missiles déployés en Turquie dans le cadre de l'OTAN
- Norvège : 1 navire
- Portugal : 1 navire
- Pologne : 1 hôpital de campagne de 130 personnes, 2 navires-hôpitaux
- Roumanie : 1 hôpital de campagne de 360 hommes, 1 unité de décontamination chimique de 160 hommes
- Suède : 1 hôpital de campagne avec 525 personnes
- Tchécoslovaquie : 1 unité de lutte antichimique forte de 300 hommes, protégée par 37 soldats
- Singapour : 35 médecins militaires

Au niveau maritime, le 17 janvier 1991, la répartition des unités est la suivante. :
- Golfe Persique : 76 bâtiments
- Mer Rouge : 24 bâtiments
- En transit ou dans le golfe d'Oman : 48 bâtiments

Une des particularités de la guerre est le nombre important de pays (34) y ayant participé, qui plus est tous contre le camp irakien. Les besoins en pétrole d'un nombre croissant de pays, le paroxysme de l'anti-impérialisme, des mouvements pour la paix et la démocratie expliquent une telle intervention. Cela faisait plus de 23 ans et la guerre des Six Jours qu'aucune annexion ne s'était produite. La guerre civile libanaise touche à sa fin et l'URSS s'est retirée d'Afghanistan. De plus, l'Union soviétique, et par ricochet les États-Unis, membres du Conseil permanent de l'ONU, cessent d'user de leur veto. L'Union soviétique est en effet dans la période de perestroïka et de glasnost, ce qui éloigne chez les Américains la peur qu'un régime communiste profite de la guerre pour se mettre en place. De même, ils redoutent peu l'arrivée d'un régime islamiste hostile aux Occidentaux, de par la faible influence de l'Iran et les bonnes relations en façade entre la république islamique du Pakistan et les États-Unis. La volonté pour les anciens États satellites de l'URSS de démontrer leur aptitude à intervenir sans Moscou est également un facteur d'intervention.

## Pertes

### Pertes irakiennes
Les chiffres des pertes irakiennes varient très largement selon les sources. En 1998, Libération indique qu'il est « impossible d'avancer des statistiques sérieuses sur les pertes irakiennes. Propagande et désinformation font varier les estimations de 4 000 à 400 000 morts ».
Aucun bilan global n'est également donné par le gouvernement irakien,. Le premier ministre irakien Saadoun Hammadi déclare seulement le 19 février 1991 que « les 26 premiers jours de l'offensive ont fait 20 000 morts et 60 000 blessés ». Pour le bombardement de l'abri d'Amiriya par l'aviation américaine, les estimations sont d'environ quatre cents morts, tous civils.
En 1992, les universitaires américains Robert W. Tucker (en) et David C. Hendrickson donnent les bilans suivants, donnés par différentes sources :
- 100 000 morts dans les bombardements précédant l'offensive terrestre, selon une source non officielle du Pentagone[3] ;
- 100 000 soldats tués (avec une marge d'erreur possible de 50 %) et 300 000 blessés, selon une source de la Defense Intelligence Agency (DIA)[3] ;
- Entre 25 000 et 150 000 morts d'après d'« autres observateurs »[3] ;
- Moins de 5 000 civils tués dans les bombardements[3].

En 2002, l'universitaire américain Stephen Alan Bourque chiffre les pertes irakiennes entre 25 000 et 50 000 tués, 80 000 prisonniers, 3 300 chars, 2 100 véhicules blindés de transport de troupes et 2 200 pièces d'artillerie
En 2016, The Daily Beast donne un bilan de 25 000 à 65 000 soldats irakiens tués et 75 000 blessés.
En 2001, le capitaine suisse Ludovic Monnerat donne un bilan bien plus faible pour les pertes irakiennes : 3 000 à 5 000 morts, 8 000 à 15 000 blessés, 86 000 prisonniers dont 2 500 blessés.
Le nombre de soldats irakiens faits prisonniers est officiellement de 86 743 selon la coalition.
En juin 1991, l'avocat Dominique Tricaud, membre de la Commission d'enquête « Vérité sur la guerre du Golfe », déclare estimer que les pertes irakiennes sont comprises entre 35 000 et 45 000 morts pour les civils et entre 85 000 et 110 000 morts pour les militaires,.
Concernant les pertes matérielles irakiennes, la DIA donne le bilan suivant en juin 1992 :
- 4 000 chars détruits sur 4 230 déployés[3] ;
- 2 140 pièces d'artillerie détruites sur 3 110[3] ;
- 1 856 blindés légers transporteurs de troupes détruits sur 2 870[3] ;
- 7 hélicoptères détruits sur 160[3] ;
- 103 avions détruits sur 809 (139 avions trouvent également refuge en Iran, mais ils sont saisis par le gouvernement iranien qui refusera de les rendre)[3] ;
- Les 60 vaisseaux irakiens et les 28 navires pris au Koweït sont tous coulés[3].

Un autre bilan donne 139 avions (plus 114 réfugiés  en Iran), 8 hélicoptères, 74 bateaux, 2 089 chars, 856 véhicules de transport, 2 140 pièces d'artillerie. Un total de quarante victoires aériennes alliées a eu lieu, 27 par des missiles AIM-7M, dix par des missiles AIM-9M/P, deux hélicoptères détruits au canon par des A-10, un autre détruit en vol par une bombe à guidage laser tirée depuis un F-15E Strike Eagle.
Le général français Maurice Schmitt, chef d'État-Major des armées, estime que moins de 5 000 civils irakiens ont été tués par les bombardements de la coalition. Le colonel américain Kenneth Rizel estime à 3 000 le nombre de morts chez les civils.

### Pertes militaires de la coalition occidentale
Au total, dans toute l'opération Tempête du Désert, les pertes de la coalition sont de 240 morts et 776 blessés (15 % des blessés au combat et 24 % des tués au combat sont du à des tirs amis :), qu'il convient d'ajouter aux 138 soldats tués et 2 978 blessés hors combats, dans divers accidents, depuis Bouclier du Désert ; 41 militaires alliés étaient par ailleurs prisonniers des Irakiens. 81 aéronefs (dont 48 américains, 7 britanniques et 3 saoudiens) sont détruits.
- États-Unis : 148 morts, 458 blessés, 60 avions (34 abattus, 26 accidentés), 15 hélicoptères, 18 chars M1 Abrams, 20 VCI M2/M3 Bradley (dont 17 détruits par des tirs amis), une pièce d'artillerie, deux navires (USS Tripoli et USS Princeton (en)) sont mis hors de combat par des mines.
- Royaume-Uni : six morts, six blessés, sept avions.
- Arabie saoudite : dix-huit morts, vingt blessés, deux avions.
- Contingents arabes : treize morts, 43 blessés.
- France : trois morts, vingt-sept blessés, deux avions.
- Italie : un avion Panavia Tornado dans la nuit du 17 au 18 janvier 1991, les deux pilotes sont faits prisonniers[32].
- Sénégal : 92 morts dans un crash d'un Lockheed C-130H Hercules de l'armée saoudienne le 21 mars 1991[33], huit blessés.

### Pertes civiles dans les autres pays

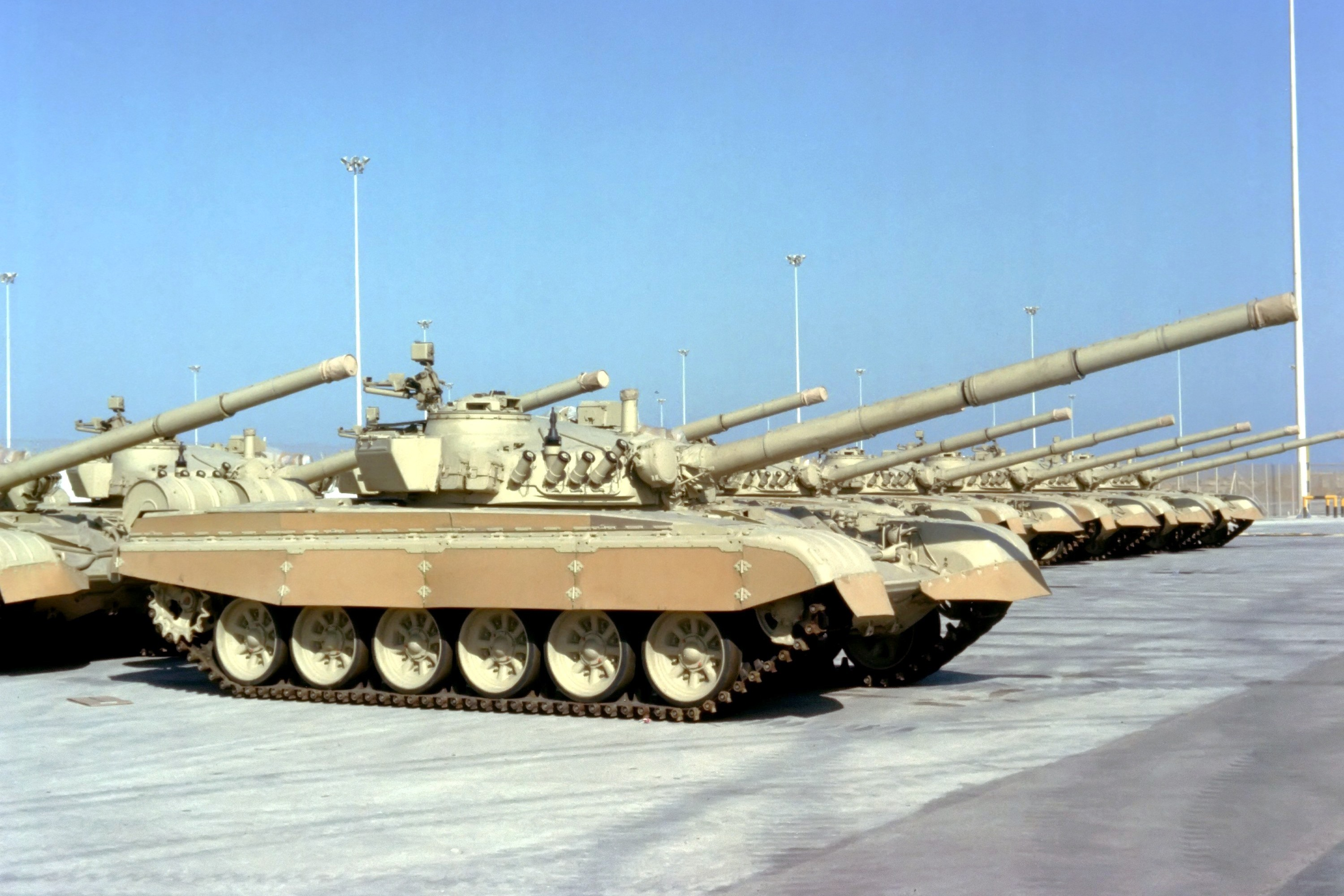
Chars d'assaut M-84 des forces armées koweïtiennes.

- Koweït :  1 082 morts durant le conflit, 625 disparus, quatre cents tués par engins explosifs en 1991 (durée estimée pour un déminage total : vingt ans), milliers de blessés.
- Jordanie : quatorze morts, vingt-six blessés (chauffeurs de poids-lourds pris dans les bombardements alliés sur la route Amman-Bagdad).
- Israël : deux morts et 229 blessés par tir de Scud irakien[34] sur le pays qui est resté neutre.
- Arabie saoudite : deux morts, 76 blessés.

## Conséquences

### Destructions des infrastructures
Pour le colonel Kenneth Rizel (2001), l'application de la théorie des cinq cercles du colonel John A. Warden III durant la guerre, en ciblant les infrastructures matérielles et en préconisant l'usage de bombardements stratégiques couplés à des bombes guidées, aurait connu un succès indéniable, bien qu'elle fût moralement problématique. Ainsi, selon lui, cette campagne aérienne aurait permis d'éviter nombre de « dégâts collatéraux », ne faisant que 3 000 morts chez les civils de façon directe malgré le largage de 88 000 tonnes de bombes en 43 jours. En revanche, la destruction des usines hydroélectriques et autres installations électriques, qui a permis d'anéantir les capacités de command and control (en) de l'armée irakienne, a provoqué l'explosion d'épidémies de gastro-entérites, de choléra et de typhoïde, en empêchant le fonctionnement des centres de traitement d'eau potable et d'eau usagée. 100 000 civils ont pu ainsi être touchés indirectement, tandis que le taux de mortalité infantile aurait doublé. L'Organisation mondiale de la santé (OMS) n'enregistre aucun cas de choléra en 1990, plus de 1 200 en 1991 et plus de 1 300 en 1994. La typhoïde était passée d'environ 1 600 cas en 1990 à plus de 24 000 en 1994.
Le rapport d'une mission de l'ONU, dirigée par le sous-secrétaire Martti Ahtisaari, envoyée en mars 1991 pour évaluer les besoins humanitaires de l'Irak, décrit l'état du pays comme « quasi-apocalyptique ».
Un autre rapport de l'ONU, de 1999, souligne les effets à plus long terme de cette campagne de bombardements qui a anéanti la plupart des infrastructures nécessaires à la survie de la société (eau, électricité, hôpitaux, etc.). Selon ce rapport, le taux de mortalité à l'accouchement est passé de 50 pour 100 000 en 1989 à 117 en 1997, tandis que le taux de mortalité infantile (compris pour inclure les enfants de moins de 5 ans), est passé pendant la même période de 30 pour 1 000 à plus de 97 pour 1 000; entre 1990 et 1994, il avait été multiplié par 6. Avant la guerre, en 1990, l'Irak produisait environ 8 900 Mégawatt; en 1999, ce chiffre avait été réduit à 3 500. Cette réduction drastique est due à la fois aux bombardements aériens et aux sanctions économiques appliquées ensuite par l'ONU (résolution du Conseil de sécurité des Nations unies no 661 ; la résolution 687 d'avril 1991 permettait l'envoi de denrées alimentaires et de fournitures médicales, mais pas des matériaux nécessaires à la reconstruction du réseau électrique et d'eau potable). La difficulté essentielle tient à la distinction entre les morts indirectes causées par les bombardements et celles causées par les sanctions, qui ont empêché la reconstruction du pays.
Alors qu'il était largement admis que les sanctions avaient provoqué une augmentation importante de la mortalité infantile, les recherches menées à la suite de l'invasion de l'Irak en 2003 ont montré que les données fréquemment citées avaient été falsifiées par le régime de Saddam Hussein et qu'il n'y avait pas eu d'augmentation de la mortalité infantile en Irak après 1990 et  pendant la durée des sanctions.

### Autres préjudices humains
La guerre du Golfe a généré une nouvelle entité pathologique : le syndrome de la guerre du Golfe.
Par ailleurs, l'utilisation de munitions à l'uranium appauvri par la Coalition suscite des polémiques sur les conséquences sanitaires pour les militaires des deux camps et la population locale qui ont été exposés aux vapeurs, nanoparticules, particules et fumées de ces munitions.
Entre 320 et 800 tonnes d'uranium appauvri ont été tirées par la coalition. Entre 1994 et 2003, le nombre de malformations congénitales pour 1 000 naissances vivantes à la maternité de Bassorah avait été multiplié par 17, passant de 1,37 à 23 dans le même hôpital. En 2004, l’Irak présentait les plus hauts taux de leucémie et lymphome au monde.
Après la guerre, la plupart des 300 000 Palestiniens vivant au Koweït, soupçonnés de soutenir l'Irak, sont expulsés.

### Coût du conflit
Les pertes économiques, les dépenses militaires et les conséquences écologiques de ce conflit relativement court mais de haute intensité sont énormes.

#### Coût financier
Le Quid 2000 indique :
- Irak : 500 milliards de dollars de destructions pour faits de guerre depuis 1980 en incluant la guerre Iran-Irak (300 milliards de destructions militaires et 200 de destructions civiles), plus 200 de réparations dues à l'Iran et au Koweït. La dette concernant les fournisseurs étrangers dépassant les 50 milliards a été effacée en grande partie après la chute du régime de Saddam Hussein en 2003.
- Koweït : 20 milliards de dollars de destructions.
- États-Unis : 61,1 milliards de dollars de dépenses militaires, dont 43,1 furent remboursés par des pays alliés (Arabie saoudite : 16,8 ; Koweït : 11,1 ; Japon : 9,4 ; Allemagne : 6,6 ; Émirats : 4 ; Corée du Sud : 0,17 ; autres États : 0,02).
- Arabie saoudite : 60 milliards de dépenses militaires et d'aides économiques.
- France : 1,2 milliard de $ de dépenses militaires, plus pertes des exportations en Irak estimé à 3 milliards.
- Royaume-Uni : 1,23 milliard de $ de dépenses militaires, 1,7 milliard de pertes économiques.
- Turquie : 7 milliards de $ pertes économiques, 2,4 milliards d'aide de la part de l'Arabie saoudite, du Koweït, de l'Allemagne et de la CEE.
- Jordanie : 3 à 4 milliards de pertes économiques.
- L'ensemble des nations arabes a estimé au total les pertes financières à 800 milliards de $.

1,88 milliard de gallons d'essence ont été consommés sous la juridiction du U.S. Central Command durant les opérations Desert Shield et Desert Storm entre le 10 août 1990 et le 31 mai 1991. Soit 44,8 millions de barils en 295 jours.

#### Bilan écologique et déminage

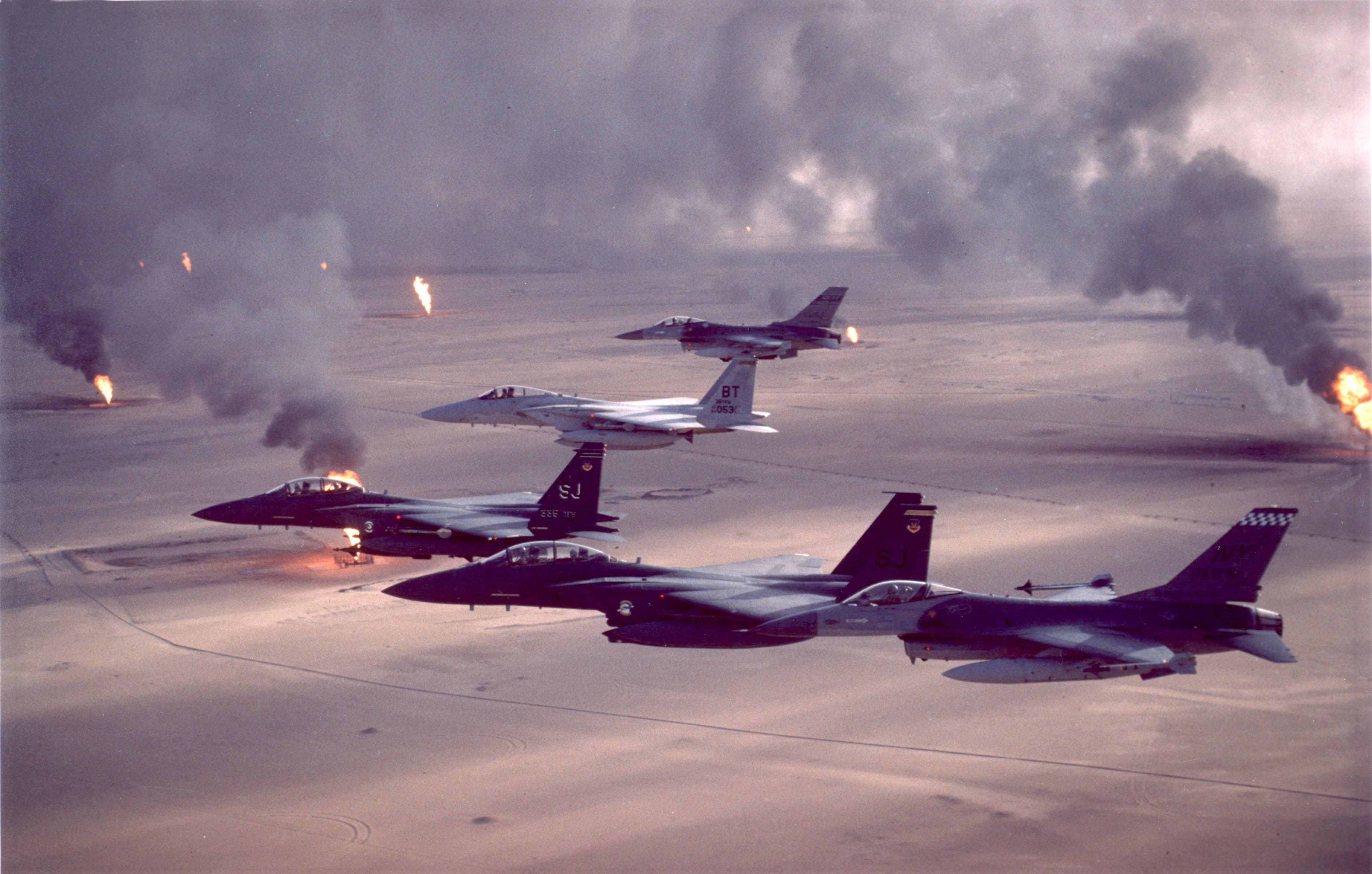
Avions de la coalition survolant des puits de pétrole incendiés par les troupes irakiennes lors de leur retraite après l'opération Tempête du Désert. Red Adair participa à leur extinction après le conflit.

En plus des destructions dues à tout conflit militaire et de l'impact sanitaire de l'uranium appauvri, il y eut un désastre écologique régional dû à l'incendie de 732 puits de pétrole koweïtiens par les forces irakiennes qui voulaient ainsi obscurcir le ciel dans l'idée de gêner l'activité aérienne de la Coalition et de nuire à l'économie mondiale, environ vingt millions de tonnes de pétrole furent déversées dans le sol.
Sur le quart sud du Koweït, une fumée noire s'éleva à 600 mètres du sol. La visibilité fut réduite de 25 à 4 km dans la région et il y eut une chute de la température jusqu'à −10 °C. Les conditions météorologiques furent modifiées jusqu'à 500 km à la ronde. Des traces de fumée furent retrouvées sur l'Himalaya. Le dernier puits fut éteint le 6 novembre 1991.
Lors de la marée noire due à l'ouverture volontaire du terminal de Mina al Ahmadi par l'Irak le 20 janvier 1991, 800 000 tonnes de pétrole brut se répandirent dans le golfe Persique et polluèrent les côtes koweïtiennes, saoudiennes et iraniennes. Un bombardement mené par des F-111 de l'USAF pour limiter l'écoulement du brut et incendier le pétrole ainsi que les mesures prises telles que des barrages flottants ont limité les dégâts.
Les autorités irakiennes après la guerre du Golfe ont déclaré qu’ils avaient mouillé 1 157 mines marines dans le Golfe Persique. 1 240 ont été détruites par la coalition internationale, car il y avait des mines de la guerre Iran-Irak. Les bâtiments européens en ont détruit à eux seuls 898 et à l’intérieur de ces unités européennes, les chasseurs de mines de la classe Tripartite français, belges et néerlandais en ont détruit 530.

## Couverture médiatique
La couverture médiatique de la guerre du Golfe a été très importante. Elle a eu lieu à un moment où les progrès technologiques de la télévision la mettaient en mesure de présenter instantanément et en direct, des images de n’importe où dans le monde. Donc, elle a été télévisée dès le début. Une grande majorité des réseaux de télévision ont compté sur les informations et les images fournies par l'armée. Avec l’aide de nouvelle technologie, la couverture de la guerre a changé, les médias ont eu accès à des innovations militaires, telles que des images obtenues à partir d’armes équipées de caméras. Pour la première fois, la population a pu assister en direct à des scènes inquiétantes de la guerre. En d’autres mots, les gens ont pu voir un missile en action.

### CNN, en avance sur ses rivaux
Les trois principales chaînes télévisées américaines (ABC, CBS et NBC) étaient présentes sur le terrain et ont couvert la guerre en direct. Cependant, la couverture de la guerre a surtout profité à la jeune chaîne CNN. Celle-ci s'est distinguée en étant la seule à proposer une diffusion de l'information en continu. Elle se fit immédiatement connaître comme la « chaîne de la guerre ». Saddam Hussein lui-même devait choisir CNN pour s’adresser aux nations occidentales.
Aux premiers jours du bombardement, les correspondants de CNN et leurs équipes ont été capables de réaliser un reportage radio en direct depuis une de leurs chambres à l'hôtel Rachid. De toutes les autres chaînes, CNN était la seule capable de réaliser cela, ce qui fut un gros succès pour elle. Parmi tous les correspondants de CNN, celui qui a retenu le plus l’attention est Peter Arnett. Il est, par la suite, devenu connu pour les polémiques sur ses reportages.

### Communication gouvernementale
Malgré la brièveté de la guerre, les communications de l'administration américaines pendant la guerre du Golfe ont été importantes. Ayant tiré les leçons de la guerre du Viêt Nam, le Pentagone a pris le contrôle de la diffusion des informations, en imposant certaines restrictions à la couverture de la presse. C’est-à-dire, créer une censure par rapport aux contenus qui allaient être présentés au public. Le but de cette censure était d'éviter d’affecter les opinions publiques arabes et de révolter les opinions publiques occidentales, au nom d'une injustice flagrante. Certains journalistes ont été choisis et ont eu l’autorisation d’aller dans un « press pool ». Les journalistes chanceux ont dû être accompagnés par des soldats, officiellement pour des raisons de sécurité. C’était la première fois, dans le cadre d’un événement tel qu’une guerre, que des journalistes devaient être escortés par des responsables militaires.
La presse a néanmoins tenté de se défendre contre les restrictions d'accès à l'information. Les rédacteurs en chef de la presse écrite et de la télévision ont collaboré pour effectuer la rédaction d'une lettre au président George Bush faisant part de leurs préoccupations concernant les restrictions imposées, particulièrement en Arabie saoudite.

### Critiques du rôle des médias
La guerre du Golfe fut également l'occasion de critiques sur l'influence des médias dans la perception de la guerre. Douglas Kellner (en), professeur à Columbia, affirma en 1992 qu’à cause des médias, la guerre avait été perçue comme un récit passionnant. Les grands réseaux de télévision américains (CBS) la présentaient du strict point de vue militaire américain. Il soutint également qu’au-delà de la guerre, il y avait un déséquilibre dans le traitement de l'information par les grandes chaînes de télévision et les autres médias.
En France, selon Marc Hecker de l'IFRI, les principaux journaux, à l'exception de quelques-uns comme Le Canard Enchaîné et L'Humanité, eurent une ligne considérant la guerre à venir comme inévitable, contribuant à faire accepter le conflit par l'opinion publique. Ce discours ne changea que dans les deux dernières semaines de la guerre, la presse écrite dénonça alors un mythe d'une « guerre propre » mais, en guise d'autocritique, rejeta le blâme sur leurs confrères de la presse télévisée et la communication des militaires.

## Dans la fiction et la culture
- Films
  - Leçons de ténèbre, 1992, film documentaire de Werner Herzog.
  - À l'épreuve du feu, 1996, film de guerre américain réalisé par Edward Zwick.
  - Les Rois du désert, 1999, film d'action réalisé par David O. Russell.
  - Jarhead : La Fin de l'innocence, 2005, film de guerre américain réalisé par Sam Mendes.
- Chanson
  - La chanson « 1990 » (1991) du chanteur québécois Jean Leloup.
  - La chanson « Desiigner » (2020) du rappeur français Freeze Corleone.
- Jeux vidéo
  - Les jeux vidéo Conflict: Desert Storm (2002) et Conflict: Desert Storm II (2003) se déroulent durant la guerre du Golfe.
  - Le jeu vidéo Battlefield 3 (2011) comprend une carte de jeu nommée Opération Tempête du désert.
  - Le jeu vidéo Call of Duty: Black Ops 6 (2024) voit une partie de l’intrigue se dérouler en Irak pendant l'opération Tempête du désert. Plusieurs carte de jeu et missions prennent la guerre du Golfe pour toile de fond.